# Erik VII. Pomořanský
Erik VII. Pomořanský (před 11. červnem 1382, Rügenwalde – 16. června 1459 tamtéž) byl pomořanský vévoda z dynastie Greifen. Norský král (jako Erik III.) v letech 1389–1442, král Dánska (jako Erik VII., dánsky Erik af Pommern) a král Švédska (jako Erik XIII.) v letech 1397–1439 (faktickou vládu v těchto třech zemích řídil od roku 1412), vévoda pomořanský (německy Pommern-Stolp) jako Erik I. v letech 1449–1459.

## Biografie

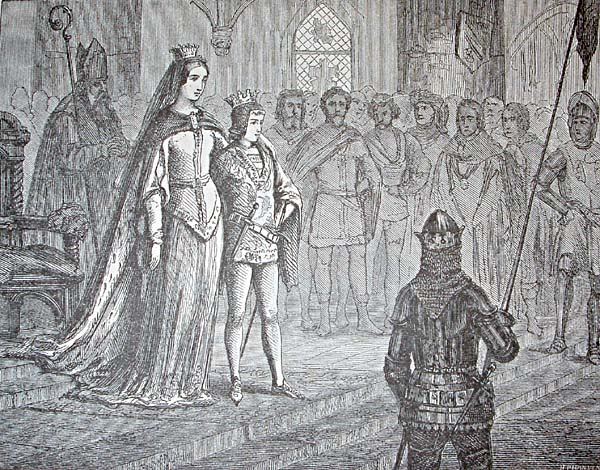
Korunovace Erika za vládce skandinávských zemí

Syn pomořanského vévody Warcisława VII. a Marie Meklenburské († 1402/1403), dcery meklenburského vévody Jindřicha III. z dynastie meklenbursko-zvěřínské se narodil na zámku pomořanských vévodů v Darlově. Při křtu dostal jméno velmi oblíbené v dynastii Greifen – Bogisław (Bogusław). Jeho babičkou, matkou Marie Meklenburské, byla dánská princezna Ingeborg († před 1370), starší dcera krále Valdemara IV. Atterdaga († 1375), posledního mužského představitele dynastie Estridsenů na trůně Dánska; mladší sestrou Ingeborg byla Markéta I. Dánská. Erikovým bratrancem byl císař Zikmund, jehož matka Alžběta Pomořanská byla sestrou Erikova otce.
Po smrti Valdemara IV. Atterdaga na dánský trůn ve věku 6 let vstoupil Olaf II., syn norského krále Haakona VI. a Markéty I., mladší dcery Valdemara IV. Regentkou nedospělého krále se stala Markéta, jež po smrti svého muže v roce 1380 převzala regentství i v Norsku. Olaf II. zemřel předčasně jako sedmnáctiletý v roce 1387. V roce 1389 Markéta potlačila povstání švédské šlechty proti vládě tamního krále Albrechta z německé meklenburské dynastie, švagra její sestry Ingeborg a Erikova prastrýce. V tomtéž roce Markéta adoptovala Erika a uskutečnila jeho korunovaci za norského krále a následně v roce 1397 králem Dánska a Švédska. Současně představitelé všech třech království uzavřeli ve švédském Kalmaru věčnou unii (tzv. Kalmarská unie) a Erik tam byl korunován i králem unie. I když Erik v roce 1401 dosáhl plnoletosti, faktickou moc nadále v rukou držela Markéta.

### Vláda ve Skandinávii

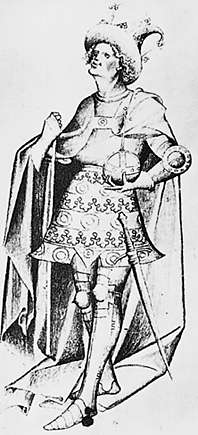
Erik Pomořanský (dobová kresba)

Po převzetí samostatné vlády v roce 1412 (po smrti Markéty I.) Erik podnikl kroky k získání šlesvického vévodství pro dánskou korunu; zemi drželi jako léno holštýnská hrabata. Třebaže je dánský parlament zavázal Šlesvicko vrátit, což potvrdil i římský král Zikmund Lucemburský, Erik se nakonec po válce trvající do roku 1423 (podporovaný svými příbuznými, pomořanským vévodou Bogusławem IX. i Barnimem VIII.) musel z několikrát obsazeného vévodství stáhnout.
Erik zreorganizoval svůj královský úřad, rozestavěl Kodaň a jiná dánská města, avšak tyto aktivity pouze na dánském území vyvolaly nespokojenost v Norsku a Švédsku, kde se král dostal do konfliktu s tamními velmoži, a to tím spíš, že úřady v těchto dvou zemích král obsazoval Dány nebo Němci z Pomořanska. Dalším zdrojem konfliktu byla králova povaha, neboť byl člověkem prudkým, prchlivým a se sklonem k autoritářství.
Za Kostnického koncilu došlo k dánsko-polskému sblížení a rok po skončení koncilu, v červenci 1419, Erik uzavřel formální spojenectví s Polskem, hledaje protiváhu proti městům Hanzy i Řádu německých rytířů, největším rivalů Dánska v regionu Baltského moře; přesto však se Erikem zamýšlené manželství jeho bratrance Bogusława IX. s Hedvikou Jagellonskou (1408–1431), dcerou Vladislava II. Jagella neuskutečnilo. V roce 1423 Erik spolu s pomořanskými vévody uzavřel spojenectví s Řádem německých rytířů kvůli válce s Polskem. V letech 1423–1425 podnikl pouť do Svaté země a vraceje se zpět, zastavil se v Krakově, kde se s dalšími panovníky účastnil korunovace čtvrté manželky Vladislava II. Jagella Žofie Litevské.
Po návratu do Dánska vedl král současně válku s Holštýnskem a Hanzou, jež trvala do roku 1432. Předtím, v roce 1429, aby pokryl náklady na válku, uvalil Erik clo na lodě plavící se dánskými úžinami Sundu, dále zvýšil daně ve svých královstvích, což společně s mořskou blokádou Hanzy, oslabující pobaltský námořní obchod, vedlo ke značnému zhoršení ekonomické situace zemí Kalmarské unie a následně k nespokojenosti s vládou krále. Ve Švédsku vypuklo povstání pod vedením Engelbrekta Engelbrektssona, dohoda s rebely pak vedla k revizi ustanovení Kalmarské unie, jež nadále měla být svazkem tří suverénních států řízeným vlastními sněmy na základě zemského práva.
Erik porušil ustanovení dohody, když dánský sněm navzdory králi neuznal vévodu pomořanského Boguslava IX. (na němž vázla církevní klatba) za Erikova nástupce, švédský sněm povolal Karla Knutssona za regenta království, načež vypuklo proti králi povstání v Dánsku. Vlády všech tří království nakonec přijaly rozhodnutí o Erikově sesazení s trůnu: v Dánsku a Švédsku v roce (1439) a v Norsku v roce (1442). Dánský sněm se obrátil s žádostí o přijetí královské koruny na Kryštofa Bavorského z dynastie Wittelsbachů, rovněž potomka Valdemara IV. Atterdaga (jeho matka Kateřina byla Erikovou sestrou).

### Návrat do Pomořanska

Rodový erb dynastie Greifenů

Sesazený Erik se usadil na Gotlandu, který dostal k doživotnímu užívání a kde si ve Visby zařídil sídlo, odkud vyrážel na loupežné mořské plavby, napadaje obchodní lodě, nejčastěji náležející Hanze. Kromě pokusů získat pomoc od Řádu německých rytířů a vévody Boguslava IX. nepodnikl Erik žádných vážnějších kroků k znovuzískání ztracených tří království.
Snažil se prodat Gotland Řádu německých rytířů, Dánsku nebo Švédsku, ale po úspěšném ataku švédských sil na ostrov v roce 1449 Gotland opustil a převzal vládu v pomořanském vévodství po vévodovi Boguslavovi IX., svém bratranci, který zemřel v roce 1446 a jehož byl nejbližším pokrevním příbuzným; v Pomořansku mimo jiné tišil spory mezi biskupem kamieńským a městy. Ve spolupráci s Boguslavovou vdovou Marií Mazovskou doprovodil do manželství jejich jedinou dceru, již provdal za Erika II., svého příbuzného z dynastie Greifen, jehož určil i za svého nástupce na pomořanském trůnu. Současně jim odkázal i poklad sestávající z cenností přivezených z Dánska a získaných při svých korzárských výpravách. Pozdější dánští králové se velmi snažili o získání pokladu, který považovali za své vlastnictví; co se s ním stalo, není dnes známo.
V době své vlády v Pomořansku si Erik zřídil své sídlo na zámku pomořanských vévodů v Darłowě, kde 3. května roku 1459 zemřel. Pohřben byl v místním kostele Nanebevzetí nejsvětější Panny Marie, kde je možno vidět jeho náhrobek, vybudovaný v 18. století.

### Manželství s Filipou Anglickou

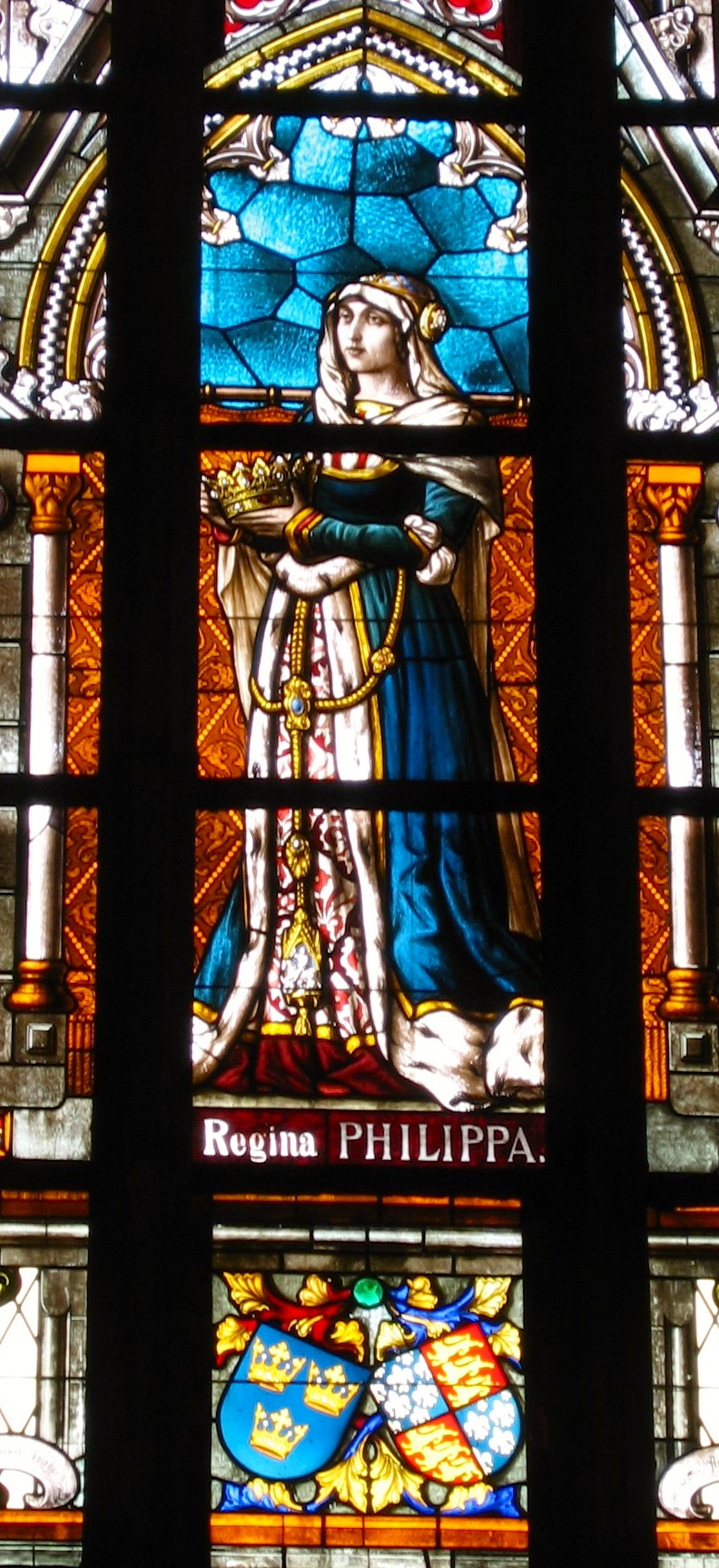
Filipa Anglická (vitráž v klášteře Vadstena)

26. října roku 1406, když ještě vláda Kalmarské unie spočívala v rukou jeho tety Markéty I., se Erik v Lundu (tehdy v Dánsku, nyní ve Švédsku) oženil s dvanáctiletou anglickou princeznou Filipou, nejmladší dcerou anglického krále Jindřicha IV. z dynastie Lancasterů. Z manželství nevzešli potomci, až po 23 letech manželství v roce 1429 porodila Filipa mrtvé dítě. „Vina“ byla, jak bylo obvyklé, připisována Filipě; je však zajímavé, že nejsou známi žádní Erikovi potomci ani z jeho pozdějšího morganatického sňatku, ani z levého boku, třebaže se údajně těšil velkým úspěchům u žen. V tomtéž roce se usadila v klášteře sv. Brigity ve Vadsteně, kde zemřela počátkem února následujícího roku 1430 a kde byla i pochována.
Erik vkládal do své manželky velkou důvěru. Když odjel v srpnu roku 1423 na pouť do Jeruzaléma, Filipa převzala jako regentka vládu až do jeho návratu v květnu roku 1425. Prameny uvádějí, že byla ve vládě energičtější nežli slabý Erik a že dokonce po králově návratu pokračovala v řízení některých záležitostí, jako například v roce 1428 při organizaci úspěšné obrany Kodaně, když Hanza hrozila obsadit město.
Filipa dostala jako věno malou část Švédska a v této zemi také trávila nejvíce času. Od roku 1420 prakticky zemi řídila jménem manžela. Ke konci života se usadila v klášteře sv. Brigity ve Vadsteně, městě ve středním Švédsku. Při jeho návštěvě na počátku února roku 1430 zde zemřela a byla zde i pochována.

### Soukromý život
Po Filipině smrti měl král vztah s Cecilií, komornou zemřelé královny, což vyvolalo pobouření u jeho poddaných. Žili spolu v době jeho pobytu na Gotlandu, stejně jako později v Darlowě. Pravděpodobně po roce 1439 uzavřeli morganatický sňatek.